# Tualis
Tualis (Tualis in friulano standard, Tualias in friulano carnico) è la frazione più elevata del comune di Comegliàns, da cui dista circa 4 km, situata in Val Degano, ad un'altitudine di 918 m, nella regione alpina della Carnia, in provincia di Udine, in Friuli.

## Descrizione
È collocata lungo la strada "Panoramica delle vette" (un percorso che si affaccia sui monti vicini come una sorta di lunghissimo balcone) e dalla sua posizione a mezza costa è possibile godere di una suggestiva veduta sia della valle sottostante sia delle cime dei monti Crostis e Zoncolan. 
Nell'abitato, la chiesa di San Vincenzo martire conserva una coppia di statue in legno (San Vincenzo e San Bernardino) realizzate fra il 1525 e il 1530 dallo scultore Michael Parth di Brunico, accanto a vari ex voto di fattura popolare. Interessanti anche alcune costruzioni civili con le tipiche strutture rurali del '700.
La sera del 5 gennaio si svolge una delle tradizioni più antiche della zona (testimoniata già nel XIV secolo): il lancio das cidulas o tîr des cidulis: si tratta di un rito invernale, analogo ai falò dell'Epifania, durante il quale i cidulars, i ragazzi celibi del posto, da un'altura non troppo vicina lanciano dei dischi di legno infuocati verso e il paese urlando la loro "dedica" beneaugurante, mentre un altro gruppo percorre l'abitato suonando e questuando casa per casa.
Tualis ha dato i natali a Don Pierluigi Di Piazza, attuale parroco di Zugliano e fondatore del Centro di accoglienza "Ernesto Balducci" di Zugliano. Nel 2007 la frazione di Tualis fu interessata dal passaggio della 17ª tappa del Giro d'Italia che si concluse proprio in vetta allo Zoncolan con la vittoria di Gilberto Simoni.